# オセアニア

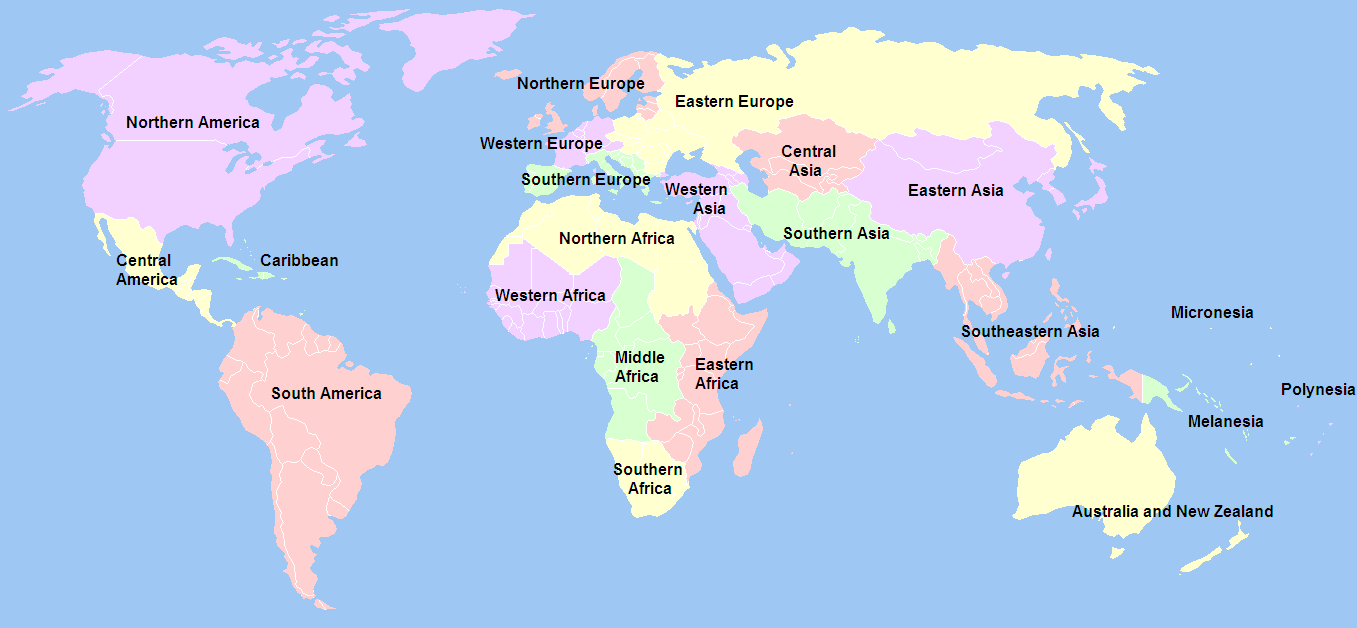
国連による世界地理区分

オセアニア（英語: Oceania）または大洋州（たいようしゅう）は、六大州の一つ。太平洋上の大陸、島嶼の地域を指し、一般的な解釈では、16か国（オーストラリア連邦、キリバス共和国、クック諸島、サモア独立国、ソロモン諸島、ツバル、トンガ王国、ナウル共和国、ニウエ、ニュージーランド、バヌアツ共和国、パプアニューギニア独立国、パラオ共和国、フィジー共和国、マーシャル諸島共和国、ミクロネシア連邦）、および25の保護領（右国数欄参照）を指す。

## 概要
オセアニアは六大州中の最小の州であり、その小さな陸地面積のうちオーストラリア大陸が86%を占め、さらに島々の中で最も大きなニューギニア島とニュージーランドを含めると98%にもなる。残りは、太平洋の中に点在する小さな島々であり、それがオセアニア（大洋の州）との州名の由来にもなった。これらの諸島は陸地面積こそ小さいものの、マレー・ポリネシア系民族が独特の航海術によって隅々まで植民しており、独自の海洋文明を築いていた。
2022年時点のオセアニアの人口は約4,440万人である。

## 地域区分
一般的に、オセアニアはオーストラリア大陸、メラネシア、ミクロネシア、ポリネシアの4つの地域に区分される。
メラネシア、ミクロネシア、ポリネシアの3地域の名称は、ヨーロッパ人探検家たちによる命名が始まりである。1756年、フランス人探検家シャルル・ド・ブロスが「多くの島々」を意味するギリシャ語の「ポリネシア」を太平洋全島々の総称として用いたのがはじまりである。その後、同じくフランスの探検家ジュール・セバスティアン・セザール・デュモン・デュルヴィルがオセアニア島嶼部を3地区に分けることを考えだし、1831年にパリの地理学会で公表した。現在は、この案を基本的に踏襲している。「メラネシア」はギリシャ語で「黒い島々」を意味し、「ミクロネシア」はギリシャ語で「小さな島々」を意味することから名づけられた。

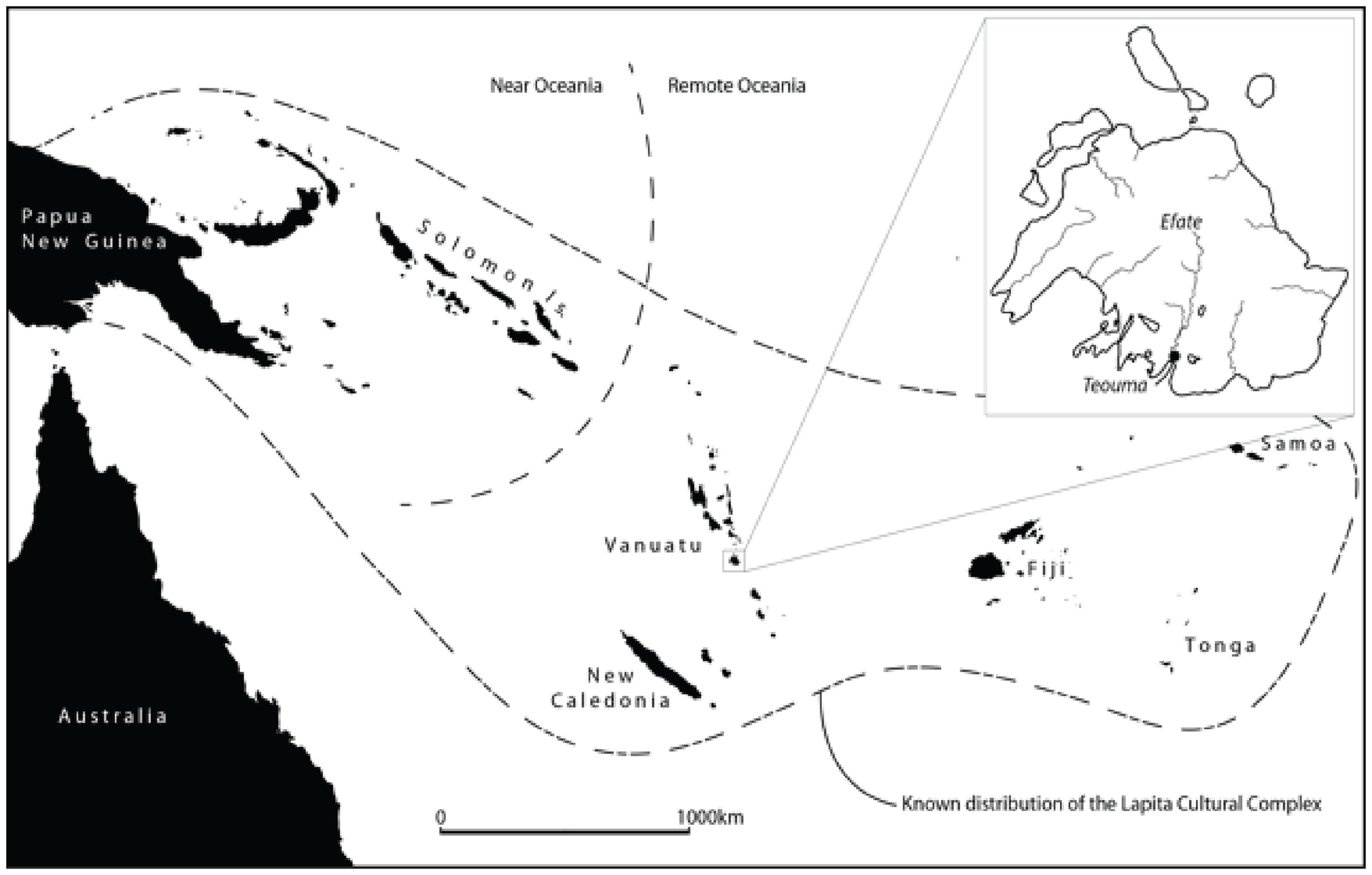
近オセアニアと遠オセアニアの境界

オセアニアを区分する新しい概念として、近オセアニアと遠オセアニアがある。これらは、1973年にロジャー・カーティス・グリーンとアンドリュー・パウリーによって提唱された区分で、人類集団史に基づいたものである。近オセアニアはおよそ45,000年前に人類が到達した地域で、その範囲はニューギニア島、ビスマルク諸島、ソロモン諸島(ただし、サンタクルーズ諸島を除く)を含み、場合によってはオーストラリア大陸を含める場合もある。遠オセアニアは3,500年以内に人類が定住した地域を指しており、その範囲は近オセアニア以外のオセアニアの島々、すなわちミクロネシア、サンタクルーズ諸島、バヌアツ、フィジー、ニューカレドニア、ポリネシアを含む。

## 地理

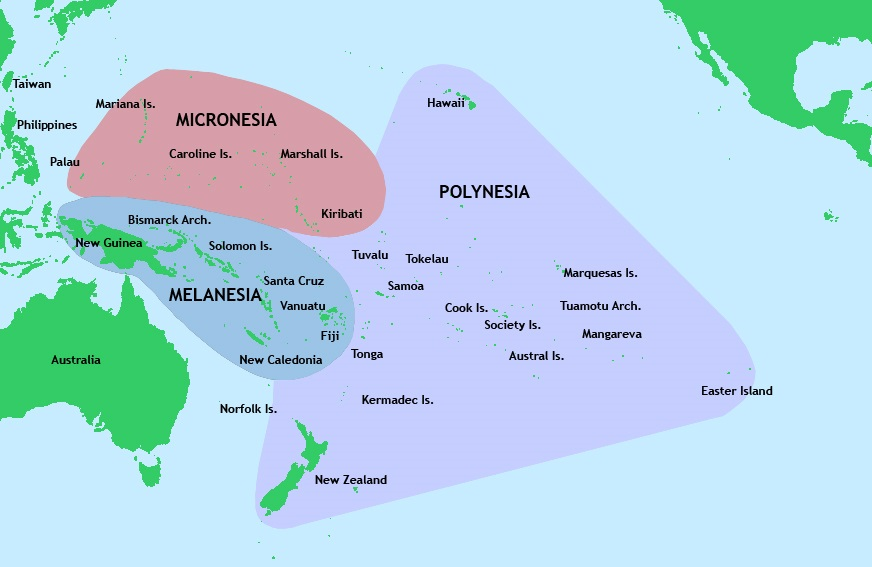
ポリネシア（紫），ミクロネシア（赤），メラネシア（青）

オセアニアは、南西端にある一つの巨大な陸塊であるオーストラリア大陸と、その北から東にかけて広がる広大な太平洋の中に点在する無数の小さな島々からなる。この島々は、もっとも北に位置しほとんどが小さな環礁や火山島からなるミクロネシア、オーストラリアとミクロネシアの間に位置し、ニューギニア島を含み、やや大きな火山島や標高の高い島々が多数を占めるメラネシア、そしてオセアニアの東半分を占め、ニュージーランドやハワイ諸島などの大きな島々から火山島、小さな環礁までさまざまなタイプの島々が広大な海域に点在するポリネシアの3つの地域に区分されている。
地質学的には、オーストラリア大陸はいわゆる安定陸塊であり、東端を南北に走るグレートディバイディング山脈のみが古期造山帯に属する。これに対し、ニューギニア島からメラネシア全域を通りニュージーランドまでは環太平洋造山帯に属し、火山活動が活発な地域である。しばしば大きな地震が起きる。ハワイ諸島は太平洋プレートの中心に位置しているもののホットスポットであり、非常に活発な火山活動が今もなお続いている。
気候的には、オーストラリア大陸の大部分は亜熱帯高気圧に覆われるため、非常に乾燥した砂漠気候となっている。ただし南東部には十分な降雨があり、オーストラリアの人口の大半はこの地域に居住する。このほか、北はサバナ気候、大陸南西端のパース周辺は地中海性気候となっている。ニュージーランドは降雨量は多いものの緯度が高いために気温が低く、全島が西岸海洋性気候となっている。
太平洋上の島々やニューギニア島は緯度の低いことから多くは熱帯に属する。ただし、降雨量は火山島とサンゴ礁島では異なり、火山島の方がより多い降雨に恵まれることが多い。これは海からの風は火山島にあたって大量の降雨をもたらすのに対し、標高の低いサンゴ礁島ではそういったことが起こらないためである。また、サンゴ礁島は地質が石灰岩であるため土壌の透水性が高く、少ない降雨も多くがすぐに地中に浸透してしまうため、水資源の確保が困難な島々が多い。

### 生物地理区
「オセアニア区」を参照。

## 歴史

### 先史時代
約5～6万年前から3万5000年前、東南アジア方面から現在のオーストラリアやニューギニアの内陸部や沿岸部へ住み始めたのは、それまで東南アジアの島々やアジア大陸に居住していたオーストラロ・メラネシア系（オーストラロイド）の人々であったといわれている。約3万5000年前になると海を渡ってソロモン諸島にまで移住の波が及んだ。しかし、ソロモン諸島より東への移住はこの時代でなく、はるか後の約3300年前にまで下がってくる。
そこからオーストロネシア語系の言語を持つモンゴロイド系のラピタ人と呼ばれる人々は、パプアニューギニアのビスマーク諸島から東南方向に島伝いで移動しフィジーにたどり着いた。そこから南西方向（ヴァヌアツとニューカレドニア）と南東方向（トンガとサモア）の二方向に分かれて遠くまで移動を続けた。こうしてトンガやサモアにたどりついたラピタ人は、そこで1000年ほど留まり今のポリネシア文化の祖形を作り上げた。そして、ポリネシア人へと変容した。およそ2000年前に移動を再開し、1600年前ごろにはハワイ諸島やイースター島まで到達していた。さらに、彼らポリネシア人は、800年前にはニュージーランドにたどり着いている。

### ヨーロッパとの接触
初めてこの地域に白人が訪れたのは、大航海時代さなかの16世紀初頭のことである。1521年にはフェルディナンド・マゼランがヨーロッパ人として初めて太平洋を横断した。この時以降しばらくの間は太平洋は東から西に進む航路しか存在しなかったが、1564年にはアンドレス・デ・ウルダネータがフィリピンからアカプルコへと向かう航路を開拓し、これによって太平洋を往復する航路が確立された。これを使用して1565年にはマニラ・ガレオンがアカプルコとマニラの間を往復するようになった。その後、17世紀にはアベル・タスマンによってニュージーランドとタスマニアが発見されるなど徐々に地理的知識は蓄積されていったが、領土進出という点では1668年にグアムがスペイン領となった程度で、それほど積極的に進出してはいなかった。また、地理的にもいまだ発見されていない島が多数存在しており、オセアニアの南部には広大な南方大陸が存在していると考えているものも多かった。18世紀に入ると徐々に探検が進んでいったが、太平洋における地理的「発見」の最後を飾ったのはジェームズ・クックである。彼の1768年からの三回の探検によって、オセアニアの地理はほぼ完全に明らかとなった。
ヨーロッパ人による植民が本格的にはじまったのは、1788年1月26日にイギリスからの最初の植民船団（ファースト・フリート）がオーストラリア大陸南東部のシドニー湾に到達してからのことである。これ以降オーストラリアには続々と移民が送り込まれ、先住のアボリジニを駆逐しながら植民地化が進められていった。初期はオーストラリア東岸の降雨量の多い地域のみの植民であったが、1813年にはグレゴリー・ブラックスランドらの探検隊によって山脈西側に草原が発見され、以後内陸部の開発も進むようになった。
19世紀初頭にはニュージーランドもヨーロッパ人が多く進出するようになり、1840年にはワイタンギ条約が締結されてニュージーランドもイギリス領となった。19世紀後半には太平洋諸島も分割が進み、19世紀末にはすべての島々が植民地化された。
1851年にオーストラリア南東部で金が発見されるとゴールドラッシュが起き、オーストラリアの人口は急増した。1860年から1861年にかけてはオーストラリア内陸部の状況を調べるためにバーク・ウィルズ探検隊が送られ、悲劇的な結果に終わったものの内陸部の状況は明らかになった。1901年にはオーストラリア大陸にあった諸植民地が合同し、オーストラリア連邦が誕生した。

### 日本の南洋諸島委任統治
第一次世界大戦後、オセアニアの南洋諸島は国際連盟による日本の委任統治が第二次世界大戦終了まで行われ、日本人の移民もあって、そこには現在も日本人の子孫、日本語姓の人々もいる。

### 第二次世界大戦
ミクロネシアやメラネシアが太平洋戦争（大東亜戦争）の時、主戦場の一つであった。日本がアメリカとオーストラリアの共同作戦を阻止するために、ポートモレスビー攻略作戦（MO作戦）と当時イギリス領であったフィジー・サモア、同フランス領ニューカレドニアを攻略する作戦（FS作戦）を計画した。

### 国々の誕生（現代）
第二次世界大戦後の植民地独立の波を受け、オセアニアにおいても1962年の西サモア（現サモア）の独立を皮切りに、1968年にはナウルが、1970年にはトンガとフィジーが、1975年にはパプアニューギニアが、1978年にはソロモン諸島とツバルが、1979年にはキリバスが、1980年にはバヌアツがそれぞれ独立した。一方で、フランス領ポリネシアやニューカレドニアのようにフランスの海外県にとどまるところや、ハワイのように本国の一州として加入するもの、またマーシャル諸島やミクロネシア連邦、パラオ、クック諸島、ニウエのように自由連合の形をとり、独立はするものの軍権や外交権は旧宗主国が統括する国々も現れた。こうした国々は地形的、言語的、文化的、民族的に多様性に富み、国家の誕生に大変苦しんでいる。当初は島嶼部の大半の地域で政治的安定が保たれていたが、2000年ごろを境として、フィジーやソロモン諸島、パプアニューギニア、トンガなどのように政情が不安定になり、クーデターや暴動が発生した国家も存在する。

## オセアニア諸国

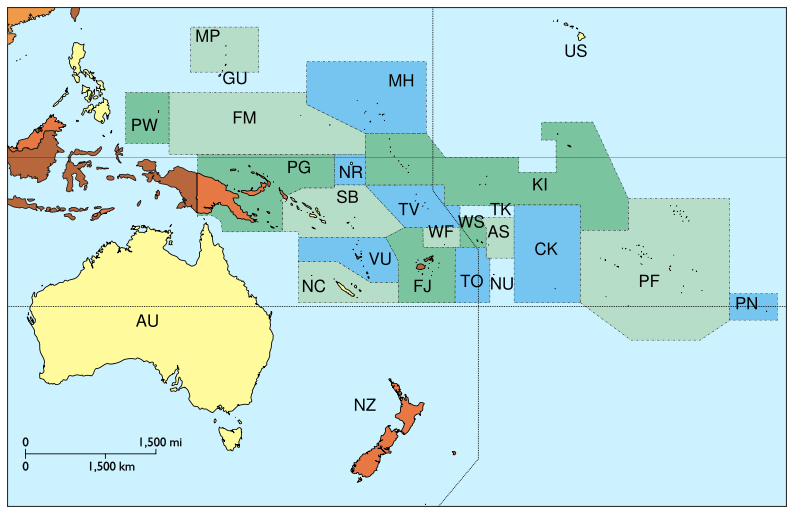
オセアニア全体の面積は約850万km2である

### 独立国
| 記号 | 国名                     | 首都                     | 面積          | 人口（2018年） |
| ---- | ------------------------ | ------------------------ | ------------- | -------------- |
| AU   | オーストラリア連邦       | キャンベラ               | 768万6850 km2 | 24,898,152人   |
| CK   | クック諸島               | アバルア                 | 237 km2       | 17,518人       |
| FJ   | フィジー共和国           | スバ                     | 1万8270 km2   | 883,483人      |
| FM   | ミクロネシア連邦         | パリキール               | 702 km2       | 112,640人      |
| KI   | キリバス共和国           | タラワ                   | 811 km2       | 115,847人      |
| MH   | マーシャル諸島共和国     | マジュロ                 | 326 km2       | 58,413人       |
| NR   | ナウル共和国             | ヤレン地区（政庁所在地） | 21 km2        | 10,670人       |
| NU   | ニウエ                   | アロフィ                 | 260 km2       | 1,620人        |
| NZ   | ニュージーランド         | ウェリントン             | 26万8680 km2  | 4,743,131人    |
| PG   | パプアニューギニア独立国 | ポートモレスビー         | 46万2840 km2  | 8,606,323人    |
| PW   | パラオ共和国             | マルキョク               | 458 km2       | 17,907人       |
| SB   | ソロモン諸島             | ホニアラ                 | 2万8450 km2   | 652,857人      |
| TO   | トンガ王国               | ヌクアロファ             | 748 km2       | 103,197人      |
| TV   | ツバル                   | フナフティ               | 26 km2        | 11,508人       |
| VU   | バヌアツ共和国           | ポートビラ               | 1万2200 km2   | 292,680人      |
| WS   | サモア独立国             | アピア                   | 2944 km2      | 196,129人      |

### 主な各国領
| 記号 | 領名                                      | 首府                        | 面積        | 人口（2018年）                                    |
| ---- | ----------------------------------------- | --------------------------- | ----------- | ------------------------------------------------- |
| AS   | アメリカ領サモア アメリカ準州             | パゴパゴ                    | 199 km2     | 55,465人                                          |
| CC   | ココス（キーリング）諸島 オーストラリア領 | ウェスト島（中心街）        | 14 km2      | 544人                                             |
| CX   | クリスマス島 オーストラリア領             | フライングフィッシュ コーブ | 143 km2     | 1843人                                            |
| GU   | グアム アメリカ準州                       | ハガニア                    | 549 km2     | 165,768人                                         |
| ID   | パプア州・西パプア州 インドネシア州       | ジャヤプラ                  | 42万540 km2 | 3,486,432人 （パプア州） 760,855人 （西パプア州） |
| MP   | 北マリアナ諸島 アメリカ自治領             | ススペ                      | 477 km2     | 56,882人                                          |
| NC   | ニューカレドニア フランス領               | ヌーメア                    | 1万9000 km2 | 279,993人                                         |
| NF   | ノーフォーク島 オーストラリア領           | キングストン                | 35 km2      | 2,302人                                           |
| PF   | 仏領ポリネシア フランス海外領邦           | パペーテ                    | 4167 km2    | 277,679人                                         |
| PN   | ピトケアン諸島 イギリス領                 | アダムスタウン              | 47 km2      | 47人                                              |
| TK   | トケラウ諸島 ニュージーランド領           | アタフ島（中心街）          | 10 km2      | 1,319人                                           |
| US   | ハワイ州 アメリカ合衆国州                 | ホノルル                    | 1万6635 km2 | 1,360,301人                                       |
| WF   | ウォリス＝フツナ フランス領               | マタウトゥ                  | 274 km2     | 11,661人                                          |
| UM   | ウェーク島 アメリカ領有                   |                             | 7 km2       | 約150人                                           |
| UM   | ジョンストン環礁 アメリカ領有             |                             | 3 km2       | 無人                                              |
| UM   | ミッドウェー島 アメリカ領有               |                             | 6 km2       | 約40人                                            |

## 政治
オセアニア諸国の政治・経済状況は、オーストラリアおよびニュージーランドとその他島嶼国群とに大きく二分される。オーストラリアとニュージーランドは19世紀に入って植民したイギリス系の住民が多数を占め、政治的には入植初期から民主主義が発達し、経済的にも先進国の一員となっている極めて安定した豊かな国家である。また、その歴史からイギリスやアメリカといったアングロ・サクソン系の国家とつながりが深く、カナダを含む5ヶ国間ではファイブ・アイズと呼ばれる機密情報共有協定が締結されるなど強い同盟関係にある。これに対し、島嶼国群は1970年代以降に独立した新興国が多く、人口も少なく面積も少ないうえ可住地が広い範囲に点在している、いわゆる小島嶼開発途上国に分類される国家が多いため、経済開発がうまく進んでいない国家が多い。オセアニア小島嶼国の経済はMIRAB経済、すなわち移民（Migration）、送金（Remittance）、開発援助（Aid）、官僚制度（Bureaucracy）を柱としており、小規模で外部経済からの資金移入を必須とするものの、それなりに安定した経済構造を持つとされる。
政治的には面積・人口・経済力で他を圧倒しているオーストラリアがこの地域のリーダー格であり、ニュージーランドもイギリスから引き継いだ属領諸島をいくつか島嶼部に持ち、影響力を持っている。島嶼諸国のリーダー格は人口・経済力的にフィジーが務めることが多かったが、1980年代以降フィジー人とインド人との対立によってクーデターが多発するようになり、政治的影響力を減退させた。
この地域の地域協力機関として最も古いものは、1947年にイギリス、アメリカ、フランス、オランダ、オーストラリア、ニュージーランドの6ヶ国が設立した南太平洋委員会である。メンバーはこの地域に植民地を持つ宗主国によって占められ、のちに独立した域内諸国が加盟したものの、どちらかといえば旧宗主国主導の色合いが濃い国際機関だった。南太平洋委員会は1997年に太平洋共同体に改組された。これに対し、独立した小島嶼国が主体として1971年に設立された国際機関が南太平洋フォーラムであり、2000年に太平洋諸島フォーラムに改組された。また、1985年に南太平洋フォーラムの加盟8か国によって南太平洋非核地帯条約（ラロトンガ条約）が締結され、2009年には13か国がこの条約に加盟している。

## 経済
経済的にも、この地域で圧倒的な力をもつのはオーストラリアである。オーストラリア経済はもともとヒツジやウシを中心とする牧畜と、コムギを中心とする大規模農業を基盤としていた。牧羊はオーストラリア大陸内陸部のやや乾燥した地域を中心に、コムギ農業はそれより東側のやや湿潤な地域を中心に行われている。こうした農牧業は現代でも高い生産性を保ち、羊毛や農作物は日本をはじめとして世界各国に輸出されているが、第二次世界大戦後は大陸西部の鉄鉱石や大陸東部の石炭を中心に各種鉱業が発達し、あらたなオーストラリア経済の柱となった。ニュージーランドは資源はほとんど産出しないものの、世界有数の生産性を誇るヒツジやウシの牧畜業や農業に支えられ、経済的には非常に豊かである。
この2国に対し、パプアニューギニアや太平洋諸島はそれほど産業が発達しておらず、ニューカレドニアのニッケルのように地下資源に頼る国もあるが、多くは自給農業を行っているところが多い。こうした島々の多くでは、換金作物はココヤシから作るコプラ程度である。なお、例外的にフィジーにおいてはサトウキビのプランテーションが特に乾燥したビティレブ島西部に多数存在しており、フィジー経済の柱となっている。また、20世紀後半以降、美しい海や伝統文化を中心とした観光開発も進められている。

## 都市
オセアニア最大の都市はオーストラリアのシドニーであり、人口は439万人（2011年）を超える。次いで大きな都市は同じくオーストラリアのメルボルンで、人口は約400万人（2011年）である。シドニーとメルボルンは歴史的にライバル関係にあり、オーストラリア連邦成立時にも両都市が首都の座を争った挙句、中間地点に新首都であるキャンベラを建設したいきさつがある。オーストラリア大陸東岸から南岸東部にかけてはオセアニアで最も人口の集中する地域であり、ブリスベン、シドニー、メルボルンといった100万都市が並んでいる。同国の100万都市としてはほかに大陸南部のアデレード、西端にパースが存在する。この5都市がいずれも州都である事が示すとおり、オーストラリアの人口は都市、特に各州の州都に集中しているが、これは内陸部の人口支持力が非常に小さく、最初の開発拠点となった州都以外に都市が発展しづらかったことで説明される。

## 言語
本来この地域で話されていた言語は、オーストロネシア語族、パプア諸語、オーストラリア諸語の3つの言語群に属する言語のみである。その名の通りオーストラリア諸語はオーストラリア大陸のアボリジニが使用していた言語であり、パプア諸語はニューギニア島にて使用されていた諸言語の総称である。この2つの言語群内部においては言語分化が激しい。これに対し、オーストロネシア語族は東南アジアから太平洋の諸島群に進出したポリネシア人の言語であり、言語分化はメラネシアにおいて激しいものの、ポリネシアでは各地域はそれぞれ単一の言語を話し、互いの言語も極めて類似している。その後、19世紀にオーストラリアとニュージーランドに進出したイギリス人が両国で増加したため、話者数的には現代ではインド・ヨーロッパ語族に属する話者が圧倒的に多い。この語族の言語のうち最も多く話されるものは両国の公用語である英語であるが、特にオーストラリアでは1950年代末以降白豪主義の段階的撤廃に伴い英語圏以外からの移民が激増し、非英語母語話者が増えている一方、英語が唯一の公用語として社会の基盤となっていることに変更はない。英語は旧英領の島々でも公用語として使用され、フランス領の島々ではフランス語も広く使われるほか、言語分化の激しいメラネシアにおいては英語を基本とするピジン言語であるトク・ピシン、ピジン語、ビスラマ語が共通語として使用される。他に同じく19世紀にイギリスによってフィジーに移民したインド人も、ヒンディー語を母体としたフィジー・ヒンディー語を話す。

## 文化
文化的にも、この地域はオーストラリア・ニュージーランドの英国系植民者中心の地域とそれ以外の島嶼地域とに大別できる。島嶼地域においては、ポリネシアは非常に広大な地域であるのにもかかわらずかなり同質性が高い。これは植民がポリネシア人という一民族によって行われたうえ、植民後も船によって緊密な連絡が保たれた地域が多く、祖形が同じなうえに分化があまり進まなかったためである。これに対し、メラネシアはかなり分化が進んでおり、多様な文化が存在する。これはメラネシアは地形が険しく、自然環境もポリネシアやミクロネシアに比べ多様であり、画一化が進まなかったためである。ミクロネシアは島々によってメラネシアやポリネシアなど影響を受けた地域が異なり、ミクロネシア全体に共通する文化は多くない。
食文化においては、オーストラリア・ニュージーランドはヨーロッパ系食文化を祖形として持つ。これにたいし、島嶼部はタロイモ・ヤムイモを農耕の基盤とし、バナナがこれに加わるところもある。土地が豊かで降水量の多い火山島ではこれら作物が主力となるものの、地味が貧しく水も少ないサンゴ礁島においてはこれらの栽培が困難であることも多く、このためこうした島々ではパンノキが主力となっているところもある。家畜としては、ブタ、ニワトリ、イヌの飼育が柱となる。また、特にサンゴ礁島においてココヤシは非常に有用な植物であり、油脂源・調味料・食糧、そしてなによりも飲料水の供給源として重要であるうえ、樹液からヤシ酒を造ることもでき、建材や日用品の材料にもなる。
宗教的には、ほとんどの地域でキリスト教、とくにプロテスタント諸派がほとんどを占める。これはオーストラリア・ニュージーランドにおいては主流となった英国系移民が従来の英国国教会の信仰をそのまま持ち込んだためであり、また島嶼部においては19世紀後半においてプロテスタント諸派が盛んに宣教師を派遣し地元住民への布教を進めたためである。

## 海面上昇
地球温暖化に伴う海面上昇は、海抜の低い小島嶼国家の存立に深刻な影響を与える。IPCC（気候変動に関する政府間パネル、Intergovermental Panel on Climate Change）の報告書はミクロネシアのマーシャル諸島共和国について、環礁の約8割が海面下になる可能性を警告している。

## 地域機構
- アジア太平洋経済協力
- 太平洋共同体
- 太平洋諸島フォーラム
- 南太平洋委員会